# 30 a.C.
Il 30 a.C. (XXX a.C. in numeri romani) è un anno  del I secolo a.C.

## Eventi
- Ottaviano annette l'Egitto quale provincia romana in seguito all'estinzione della dinastia tolemaica

## Morti
- 1º agosto - Marco Antonio, politico e generale romano (n. 83 a.C.)
- 12 agosto - Cleopatra, regina egizia
- 29 agosto - Tolomeo XV, sovrano egizio (n. 47 a.C.)
- Publio Canidio Crasso, militare e politico romano
- Giovanni Ircano II, sovrano e sacerdote ebreo antico
- Malco I, re
- Marco Emilio Lepido minore, politico romano